# ری لوگ
ری لوگ (انگلیسی: Ray Lugg؛ زادهٔ ۱۸ ژوئیهٔ ۱۹۴۸) بازیکن فوتبال است.
از باشگاه‌هایی که در آن بازی کرده‌است می‌توان به باشگاه فوتبال میدلزبرو اشاره کرد.